# Keithsburg (Illinois)
Pour les articles homonymes, voir Keithsburg.
Keithsburg est une petite ville du comté de Mercer dans l'Illinois aux États-Unis. Elle est incorporée le 6 juin 1889.

## Démographie
Lors du recensement de 2010, la ville comptait une population de 609 habitants. Elle est estimée, en 2018, à 537 habitants.

## Personnalité
- Parke Wilson (en), joueur de baseball.

## Source de la traduction
- (en) Cet article est partiellement ou en totalité issu de l’article de Wikipédia en anglais intitulé « Keithsburg, Illinois » (voir la liste des auteurs).